# Blanche Aubry
Pour les articles homonymes, voir Aubry.
Blanche Aubry, née le 21 février 1921 aux Breuleux et morte le 9 mars 1986 à Vienne, est une comédienne suisse, installée à Vienne à partir de 1959.
Elle connaît de grands succès dans des comédies musicales et tourne également dans plusieurs films suisses.

## Biographie

### Origines et famille
Blanche Arsénie Marie Aubry naît le 21 février 1921 aux Breuleux, alors dans le canton de Berne. Elle est originaire de l'ancienne commune voisine de La Chaux-des-Breuleux.
Son père, Abel Pierre Louis Aubry, est technicien horloger ; sa mère est née Estelle Bouverat.
Elle épouse en 1959 le comédien Götz von Langheim (de).

### Formation et parcours artistique
Après une formation de comédienne à Bâle, Blanche Aubry travaille d'abord comme danseuse à partir de 1939. Elle est chanteuse et actrice au théâtre municipal de Bâle de 1941 à 1945, puis notamment au Theater am Central, au Cabaret Fédéral (de), au Cabaret Cornichon, tous trois à Zurich, à la Comédie de Bâle (de), au Theater in der Josefstadt à Vienne et de 1959 à 1986 au Burgtheater de Vienne.
Avec Leopold Biberti (de), son partenaire, elle renouvelle le genre de la comédie de mœurs. Elle remporte de grands succès dans des comédies musicales, notamment L'Homme de la Mancha où elle incarne Dulcinée, dans des personnages de mondaine et d'excentrique, mais aussi, plus tard, dans des compositions moins légères. Son dernier grand rôle est celui de Winnie dans Oh les beaux jours de Samuel Beckett.
Elle joue de 1940 à 1959 dans plusieurs films suisses.

### Mort et sépulture
Blanche Aubry meurt le 9 mars 1986 à Vienne, à l'âge de 65 ans.

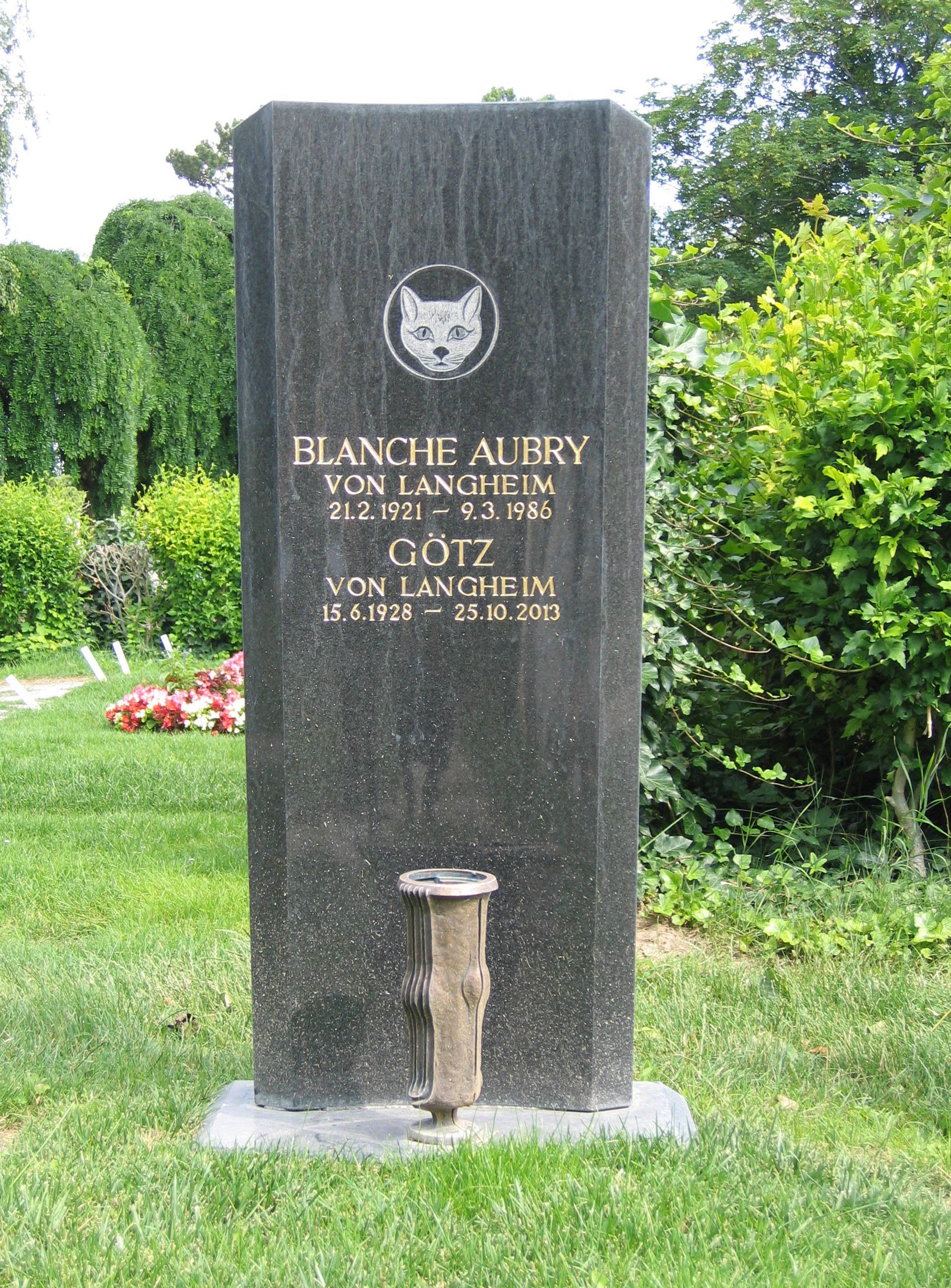
Tombe d'honneur de Blanche Aubry et son mari au Cimetière central de Vienne.

Elle est inhumée aux côtés de son mari au Cimetière central de Vienne.

## Distinctions
- 1968 : médaille Josef Kainz[2]
- 1979 : Kammerschauspielerin[2]
- 1986 : membre d'honneur du Burgtheater[2]

## Hommage posthume
Un chemin porte son nom à Vienne, dans l'arrondissement Döbling, depuis 1998.